# Leinefelde-Worbis
Leinefelde-Worbis ist eine Mittelstadt im thüringischen Landkreis Eichsfeld. Sie entstand am 16. März 2004 aus der Zusammenlegung der bis dahin selbständigen Städte Leinefelde und Worbis und der Gemeinden Breitenbach und Wintzingerode. Trotz Eingemeindungen nach einem starken Bevölkerungsrückgang ab 1990 lebten Ende 2022 in der Stadt etwa 20.000 Menschen.
Leinefelde-Worbis ist sowohl nach Fläche als auch nach Einwohnerzahl die größte Gemeinde im Landkreis Eichsfeld und außerdem Mittelzentrum für den östlichen Teil des Kreises.

## Geografie
Leinefelde-Worbis liegt im Eichsfeld in einer hügeligen Landschaft, die im Norden vom Ohmgebirge und im Süden vom Dün begrenzt wird. Während die Quellen der Leine in Leinefelde liegen und sie diesen Ortsteil durchfließt, entspringt in Worbis die Wipper, die durch Worbis fließt. Damit liegt die Stadt Leinefelde-Worbis sowohl im Wassereinzugsgebiet der Elbe (Wipper; im Osten), als auch der Weser (Leine; im Westen).

### Stadtgliederung
- Leinefelde (8857 Einwohner)
- Worbis (4895 Einwohner)
- Beuren (1211 Einwohner)
- Birkungen (1356 Einwohner)
- Breitenbach (957 Einwohner)
- Breitenholz (535 Einwohner)
- Hundeshagen (1205 Einwohner)
- Kallmerode (638 Einwohner)
- Kaltohmfeld (171 Einwohner)
- Kirchohmfeld (386 Einwohner)
- Wintzingerode (652 Einwohner)

(Einwohnerzahlen vom 3. Juni 2020)

## Geschichte
Leinefelde-Worbis wurde am 16. März 2004 durch die Vereinigung der Städte Leinefelde und Worbis und den Gemeinden Breitenbach und Wintzingerode neu gebildet. Am 6. Juli 2018 wurde Hundeshagen eingemeindet, am 1. Januar 2019 Kallmerode.
Das Gebiet war bereits seit dem 8. Jahrhundert dem Bistum Erfurt und somit der Kirchenprovinz Mainz  untergeordnet. Im Zuge der Säkularisation während der napoleonischen Zeit fiel es an Preußen. Dort wurde 1816 der Landkreis Worbis gebildet, der alle Ortsteile umfasste und bis 1952 bestand. Das Gebiet fiel 1944 an das Land Thüringen, das 1952 in Bezirke aufgeteilt wurde. Das Gebiet der heutigen Stadt wurde dem Kreis Worbis im Bezirk Erfurt unterstellt. Es zählte zu den wenigen mehrheitlich katholischen Gebieten in der DDR und lag im Grenzgebiet zu Westdeutschland.

### Eingemeindungen
- 1. Januar 1992: Breitenholz wird in die Stadt Leinefelde eingegliedert.[4]
- 30. Juni 1994: Kirchohmfeld wird in die Stadt Worbis eingegliedert.[4]
- 23. September 1995: Birkungen wird in die Stadt Leinefelde eingegliedert.[5]
- 6. Juni 2000: Beuren wird in die Stadt Leinefelde eingegliedert.[6]
- 16. März 2004: Leinefelde-Worbis entsteht aus den zuvor selbstständigen Städten Leinefelde und Worbis sowie den Gemeinden Breitenbach und Wintzingerode.
- 6. Juli 2018: Hundeshagen wird in die Stadt Leinefelde-Worbis eingegliedert.[7]
- 1. Januar 2019: Kallmerode wird in die Stadt Leinefelde-Worbis eingegliedert.

### Die Ortsteile

#### Leinefelde
Koordinaten: 51° 23′ N, 10° 19′ O 

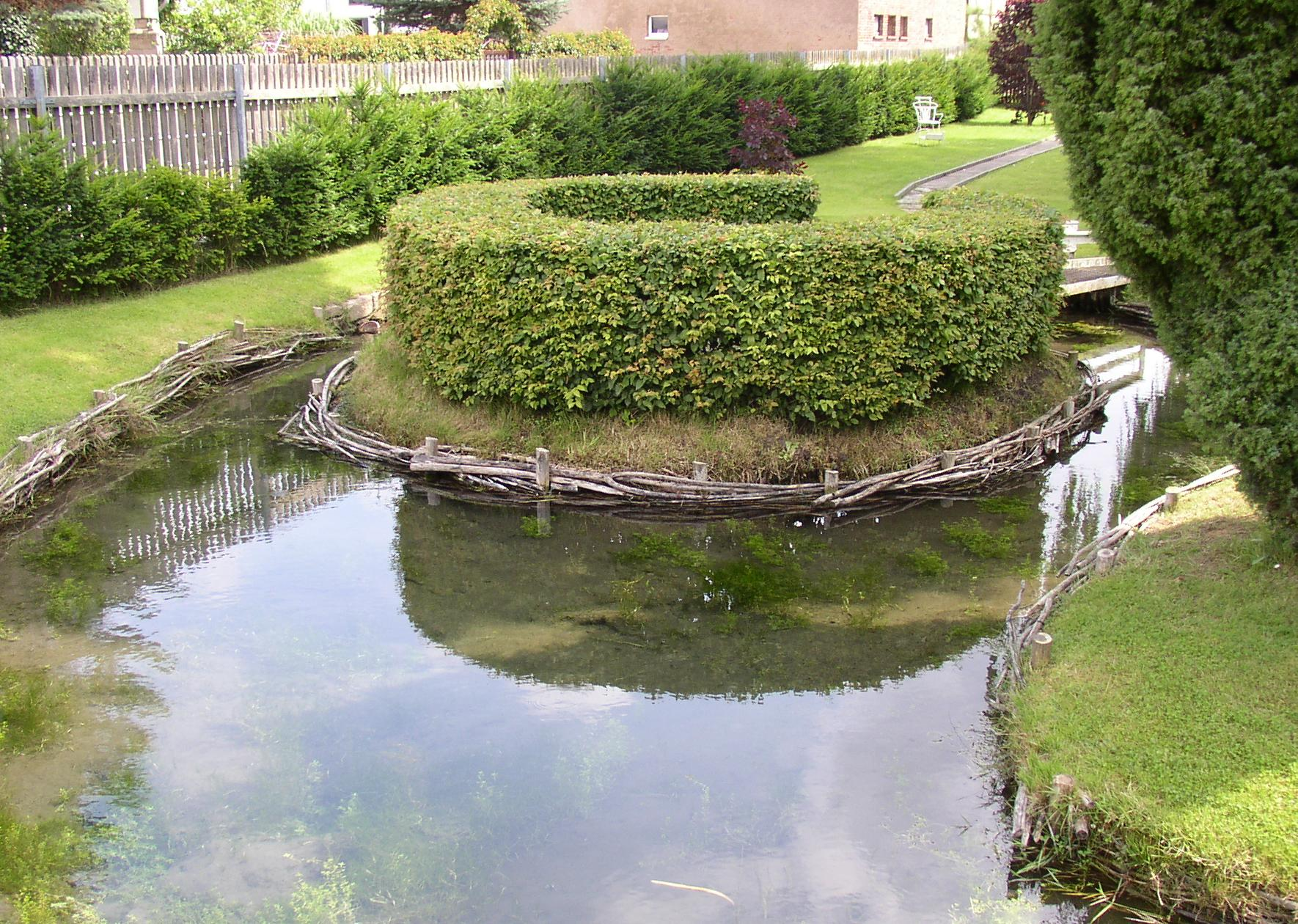
Ringquelle der Leine

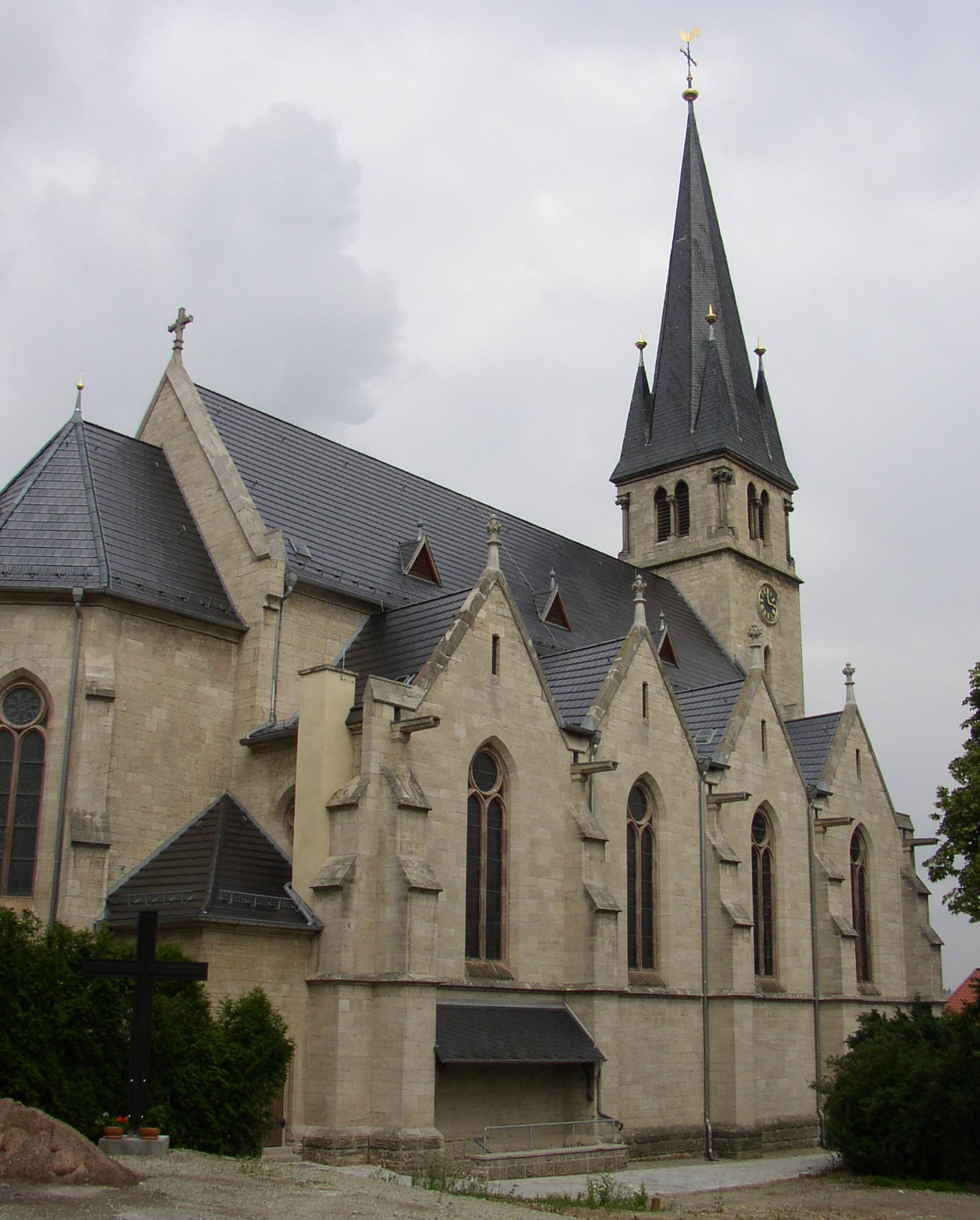
Kirche St. Maria Magdalena

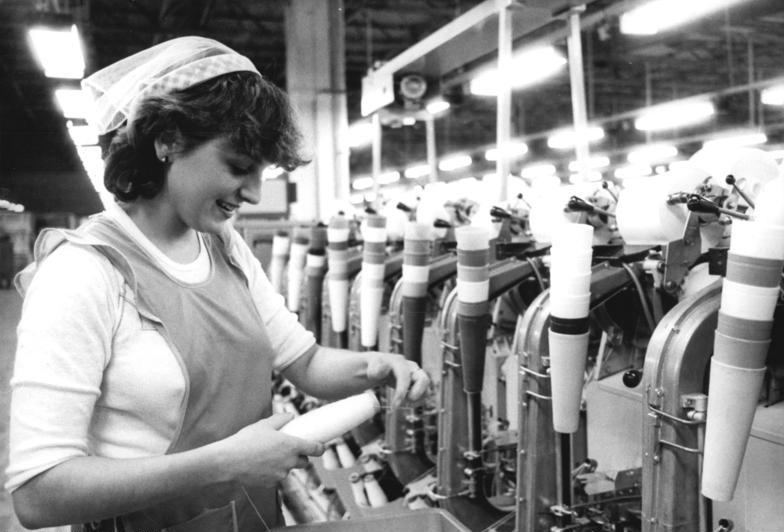
Leinefelde, VEB Baumwollspinnerei (1986)

Lage und Name des Ortes lassen darauf schließen, dass er schon im 9. Jahrhundert bestand. Leinefelde wurde 1227 erstmals urkundlich erwähnt. Leinefelde war jahrhundertelang nur ein kleines Dorf mit wenigen hundert Einwohnern. Mit dem Bau der großen Rheinstraße Köln–Berlin 1826 (heute Bundesstraße 80) und der Reichsstraße von Mühlhausen nach Duderstadt 1834 (heute Bundesstraße 247) begann die Entwicklung Leinefeldes zum Verkehrsknotenpunkt. Fortgesetzt wurde dieses mit dem Bau der Bahnstrecke Halle–Nordhausen–Leinefelde–Eichenberg–Hann. Münden–Kassel im Jahr 1867. Als der Ort wenig später (1870) mit der Bahnstrecke Gotha–Leinefelde noch eine zweite Hauptbahnstrecke erhielt, wurde der Bahnhof zum Zentralbahnhof des Eichsfeldes und der Ort wuchs rasch heran. Die Kanonenbahn durch Leinefelde wurde 1880 durch einen Bahnanschluss von Leinefelde nach Eschwege in Hessen fertiggestellt (stillgelegt 1998). 1897 folgte die Bahnstrecke Leinefelde–Wulften, auf der allerdings ab Teistungen nach 1945 auf Grund der deutschen Teilung der Betrieb eingestellt wurde.
Während des Zweiten Weltkrieges kam es zur Denunziation als Homosexueller von August K., er wurde nach Mittelbau-Dora deportiert. 1940 trafen die ersten polnischen Zwangsarbeiter in Leinefelde ein. Sie mussten im Sägewerk, beim Forstamt und bei der Bahnmeisterei arbeiten.
Das etwa 2500 Einwohner zählende Dorf sollte nach dem Eichsfeldplan der SED zum industriellen Zentrum des Obereichsfelds ausgebaut werden. Damit wurde auch das Ziel verfolgt, die bestehenden Strukturen aus Landwirtschaft, Kleinhandwerk und katholischem Glauben zu zerstören. Mittels Ansiedlung von Arbeitern aus anderen Teilen der DDR sollte Leinefelde zu einer Sozialistischen Stadt werden. Am 10. April 1961 wurde mit dem Bau der Baumwollspinnerei begonnen. Hier arbeiteten in der Blütezeit bis zu 4.500 Beschäftigte. In der Folgezeit wurden in Leinefelde viele Plattenbaugebiete angelegt, und die Einwohnerzahl stieg innerhalb von 15 Jahren von 6.658 Ende 1970 auf 15.526 Ende 1985 an. Am 7. Oktober 1969 erhielt Leinefelde die Stadtrechte. Zum Zeitpunkt der Wiedervereinigung Deutschlands war Leinefelde mit 16.500 Einwohnern der größte Ort im Obereichsfeld.

Leinefelde
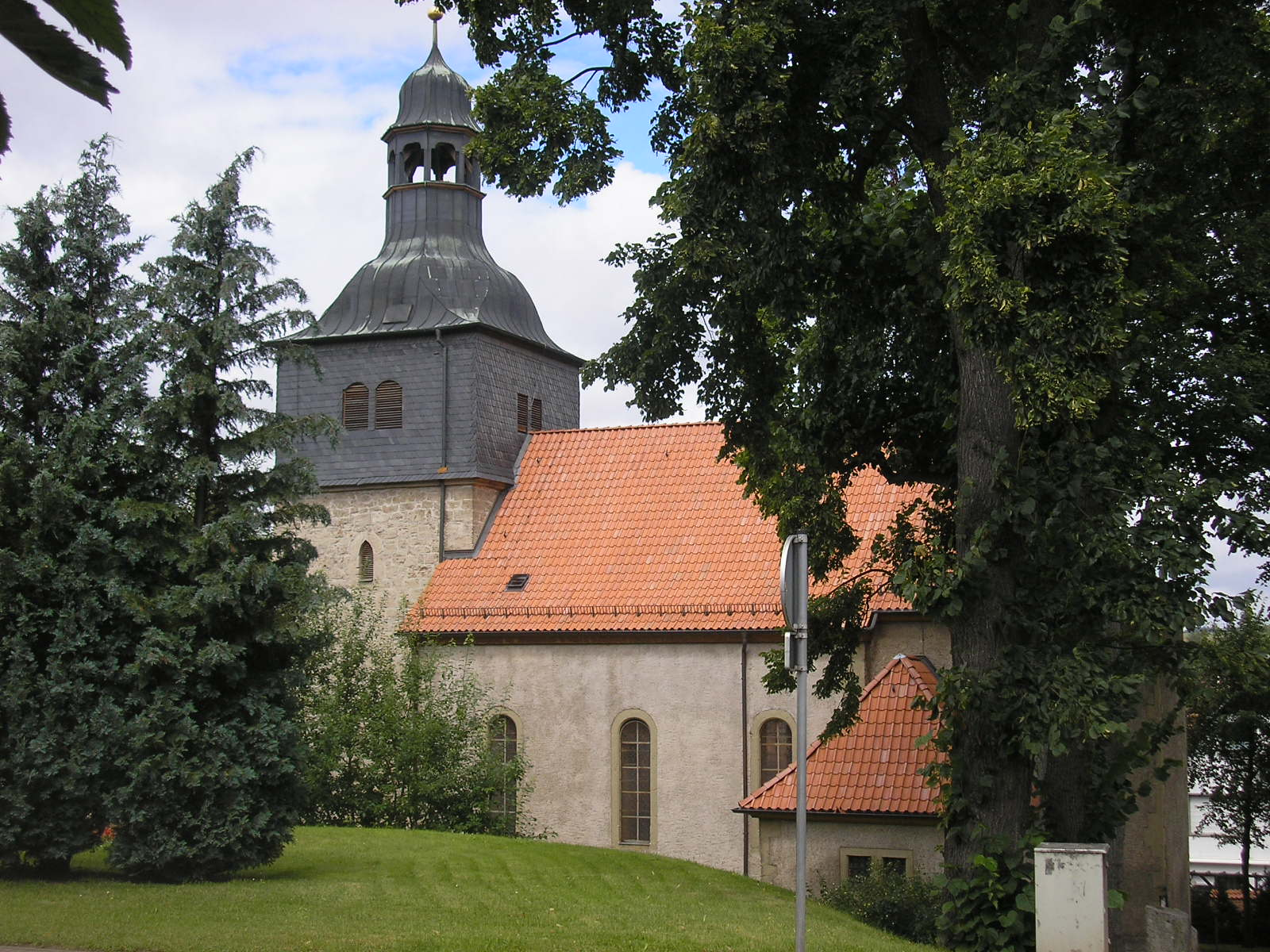
Die alte Dorfkirche
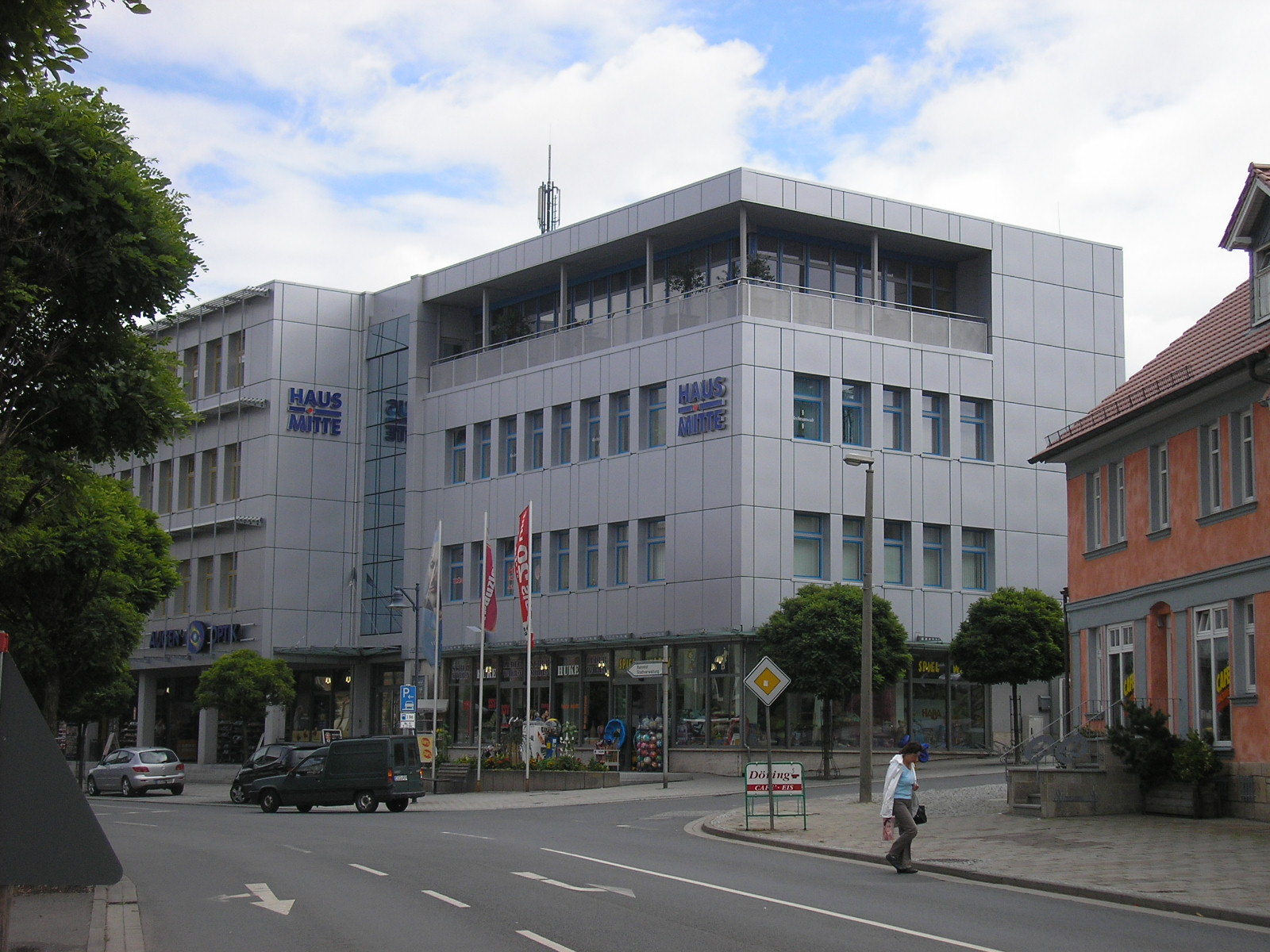
Haus Mitte
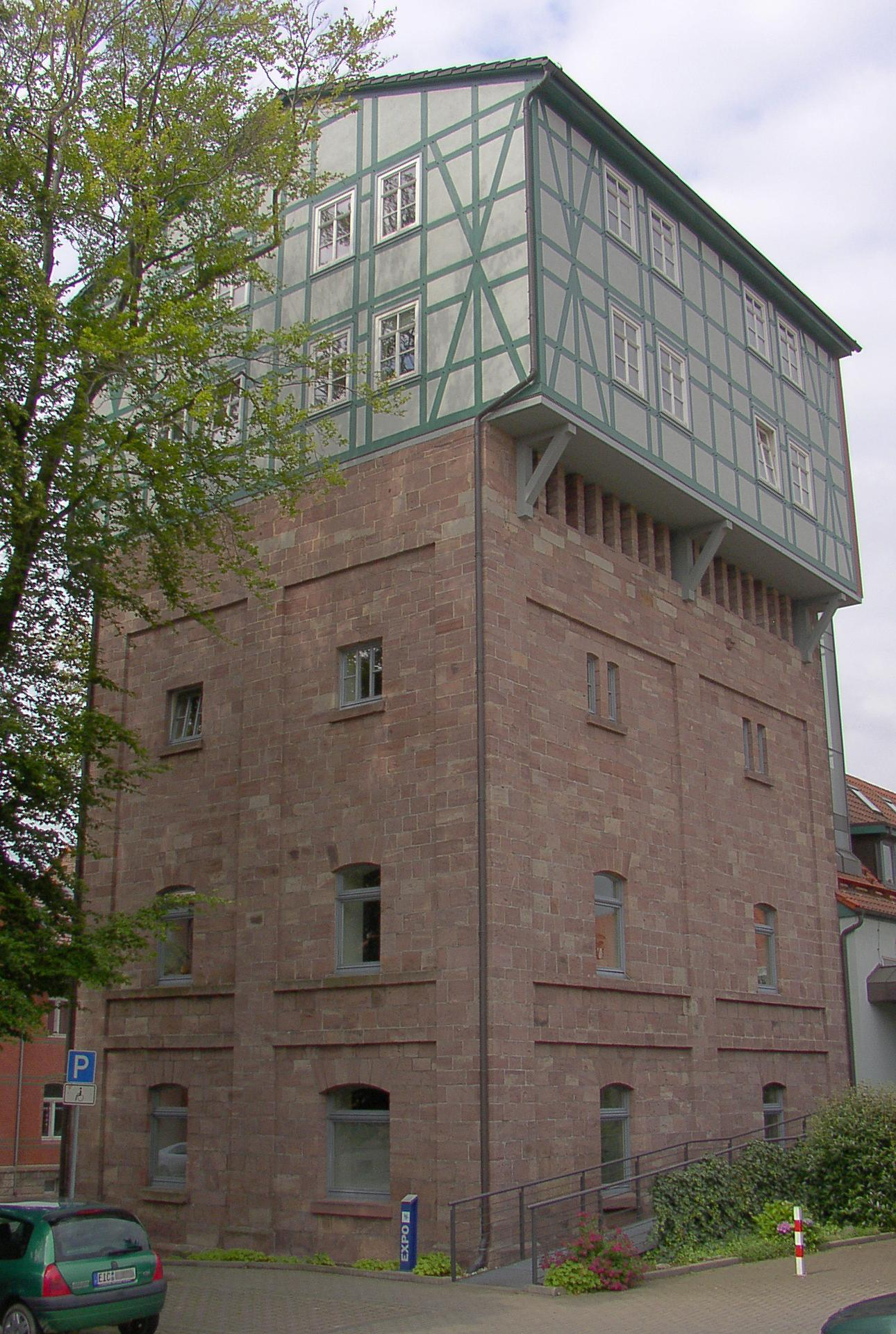
Rathaus „Wasserturm“
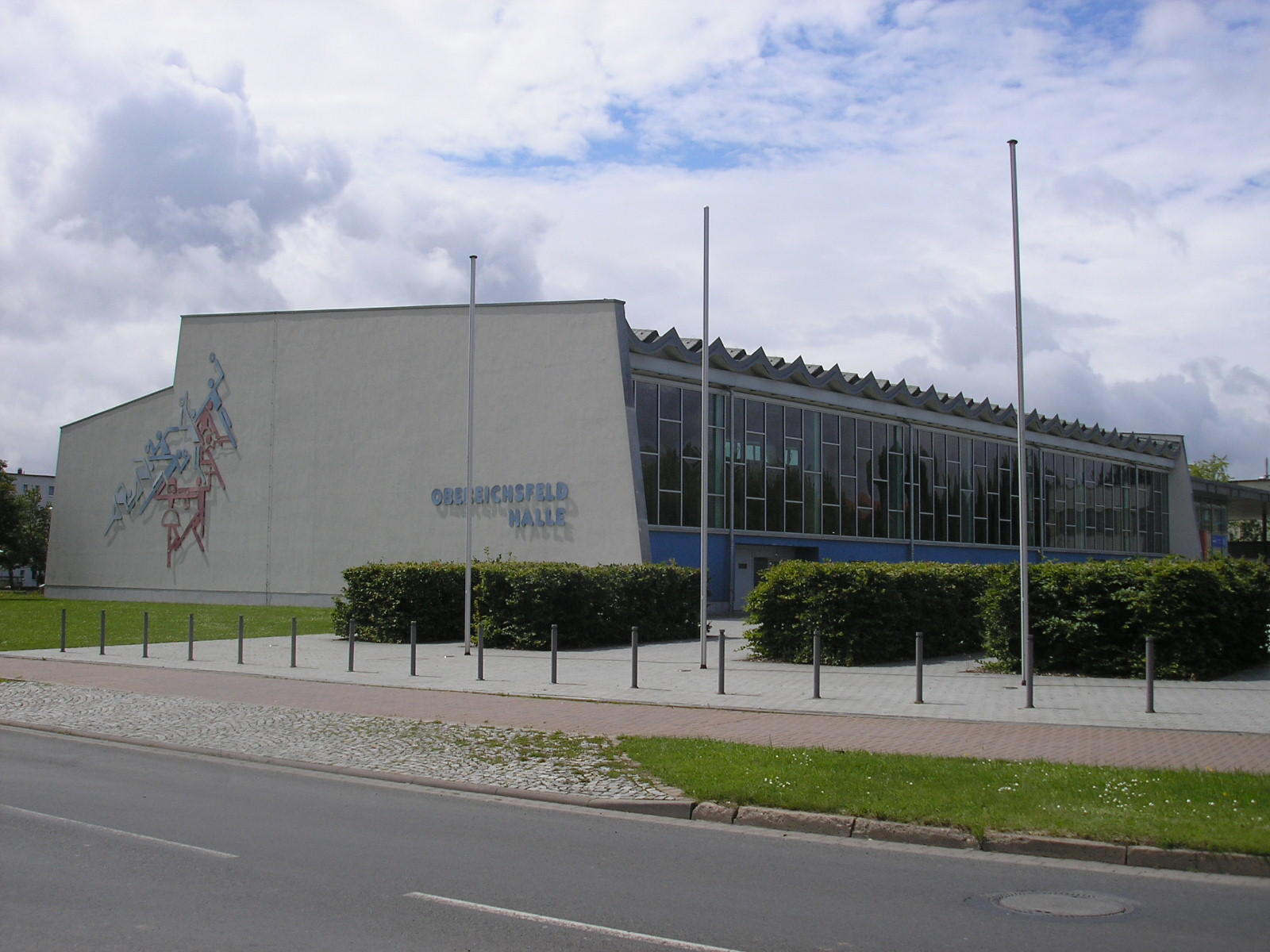
Obereichsfeldhalle
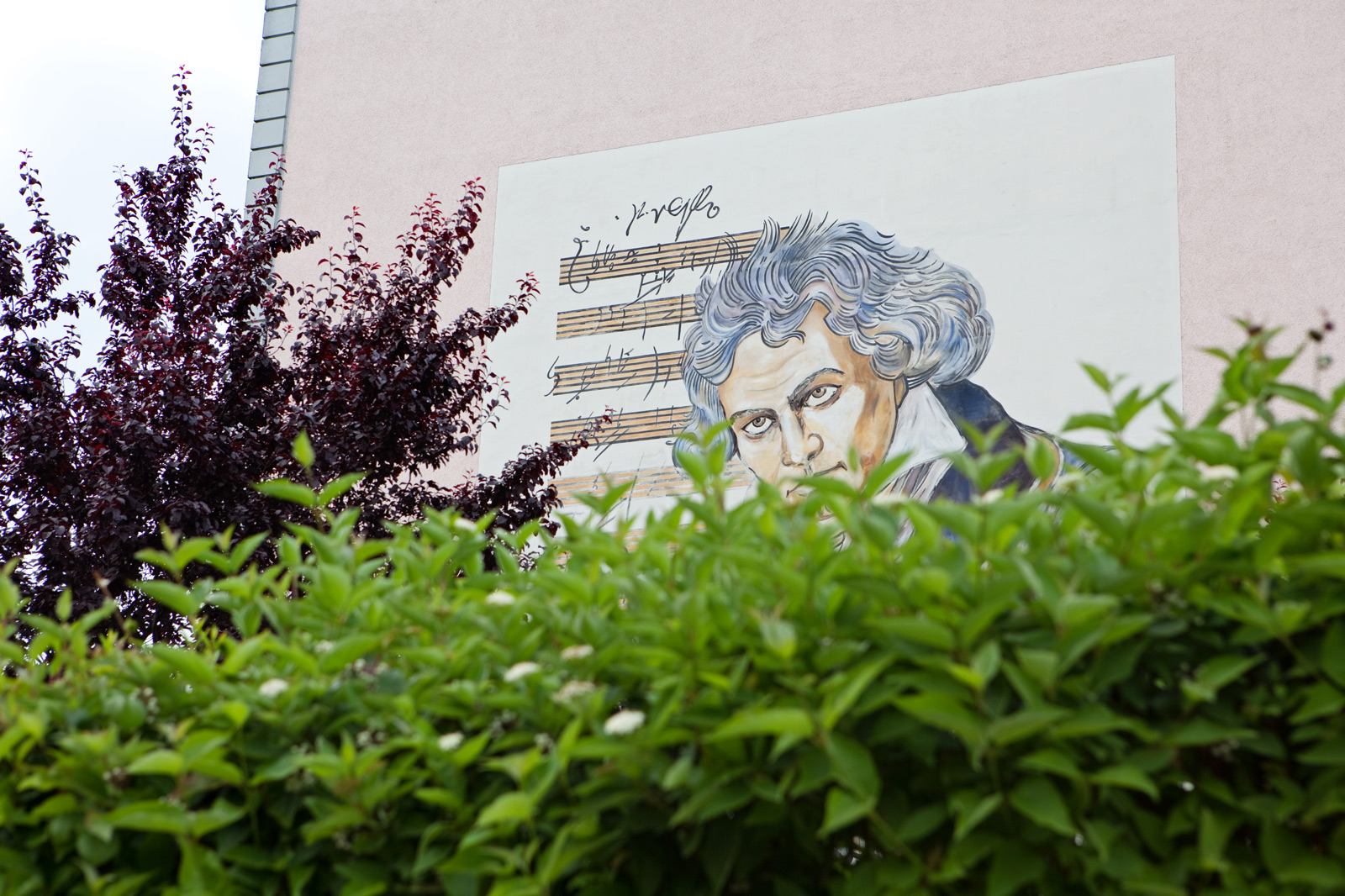
Sanierter Plattenbau
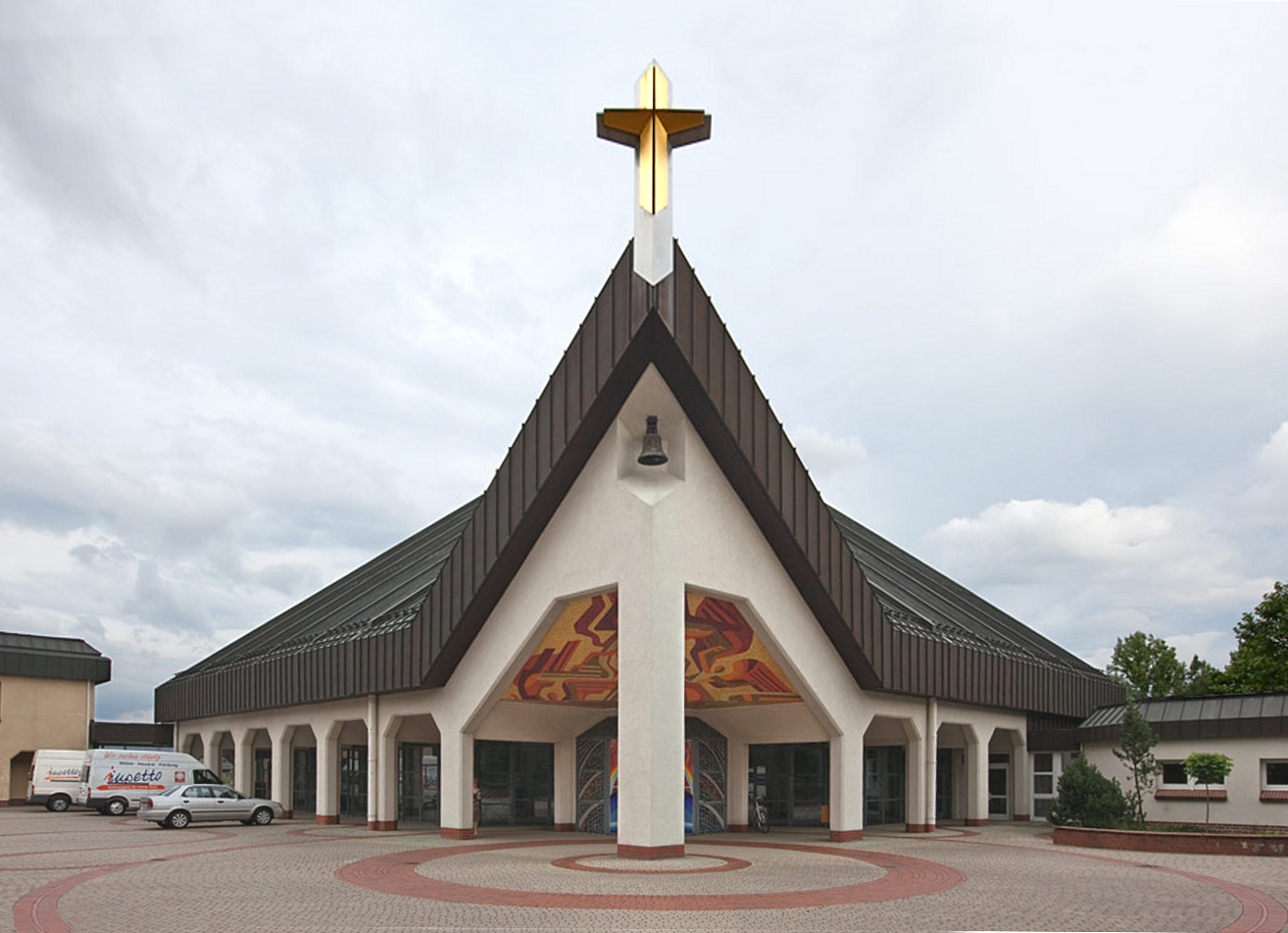
St. Bonifatius (1993 geweiht)
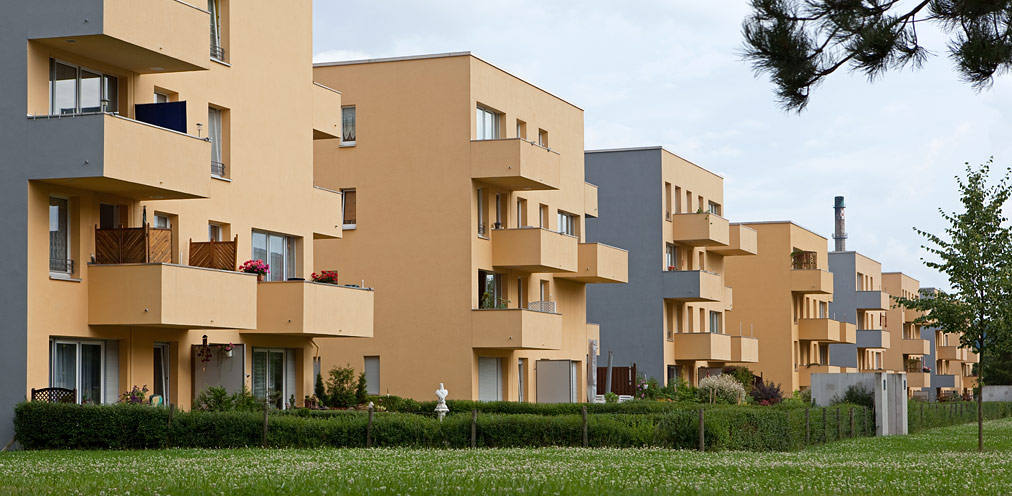
Stadtvillen in Leinefelde-Süd

#### Worbis
Koordinaten: 51° 25′ N, 10° 22′ O
Die Stadt Worbis wird in einer Urkunde aus dem Jahre 1162 zum ersten Mal erwähnt. 1209 nannte sich eine Adelsfamilie nach dem Ort „Worbis“. Sie waren wohl Vasallen der Grafen von Lohra. Die Lehnshoheit wechselte später an die Beichlinger und Landgrafen von Thüringen. Durch den Grafen von Beichlingen erhielt Worbis zwischen 1238 und 1255 das Stadtrecht. 1289 wurde aber erst die Burg erstmals urkundlich genannt. 1381–1574 besaßen die Herren von Bülzingslöwen das Anwesen als Pfand. Später gab es keinen Hinweis mehr zur Burg. Die Anlage stand an der Nordostecke der Stadt und war in die Stadtbefestigung mit einbezogen. Ein Graben weist noch auf die Anlage hin. Schon im Mittelalter hatte die Stadt eine sehr günstige Verkehrslage.

Worbis
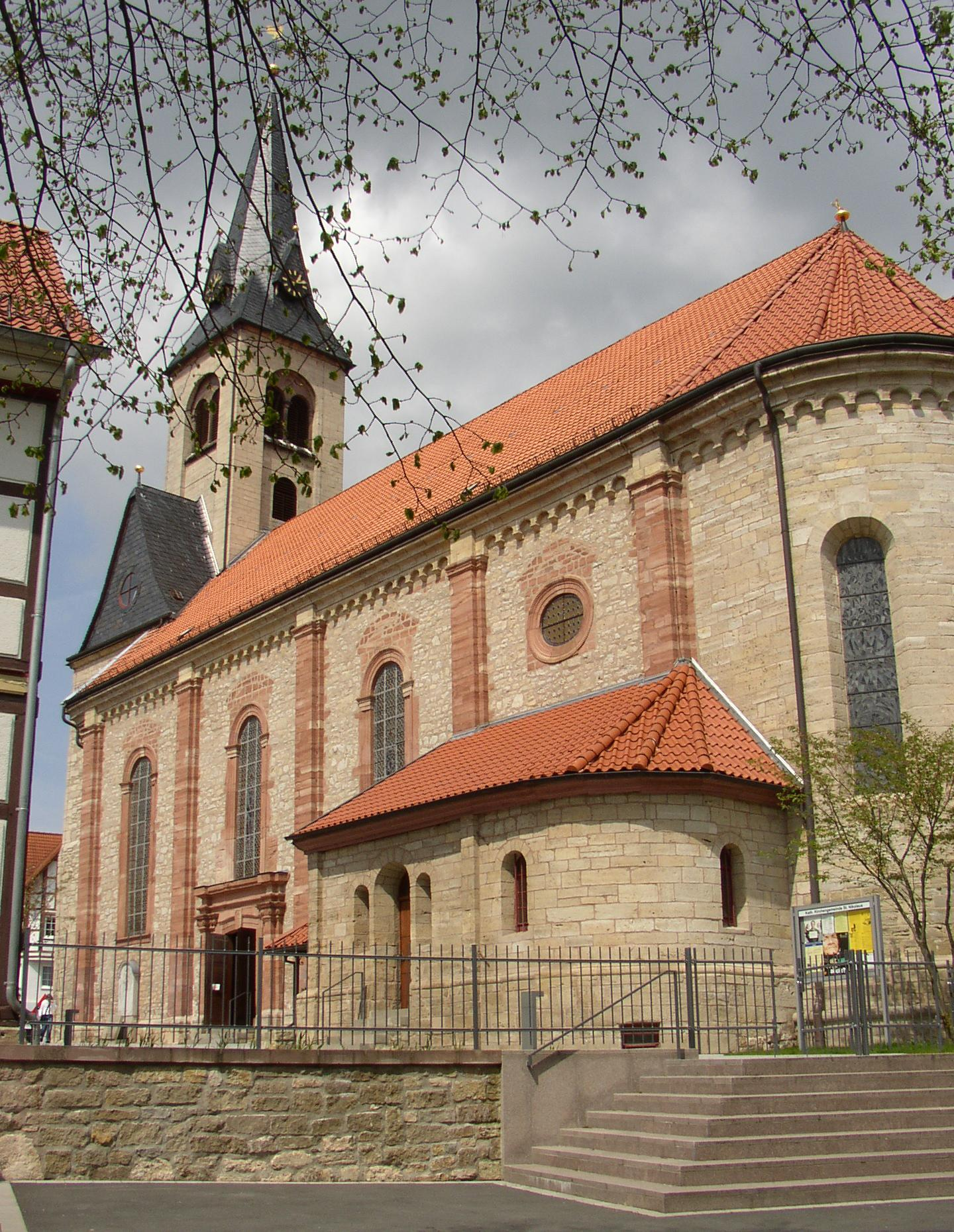
St. Nikolaus
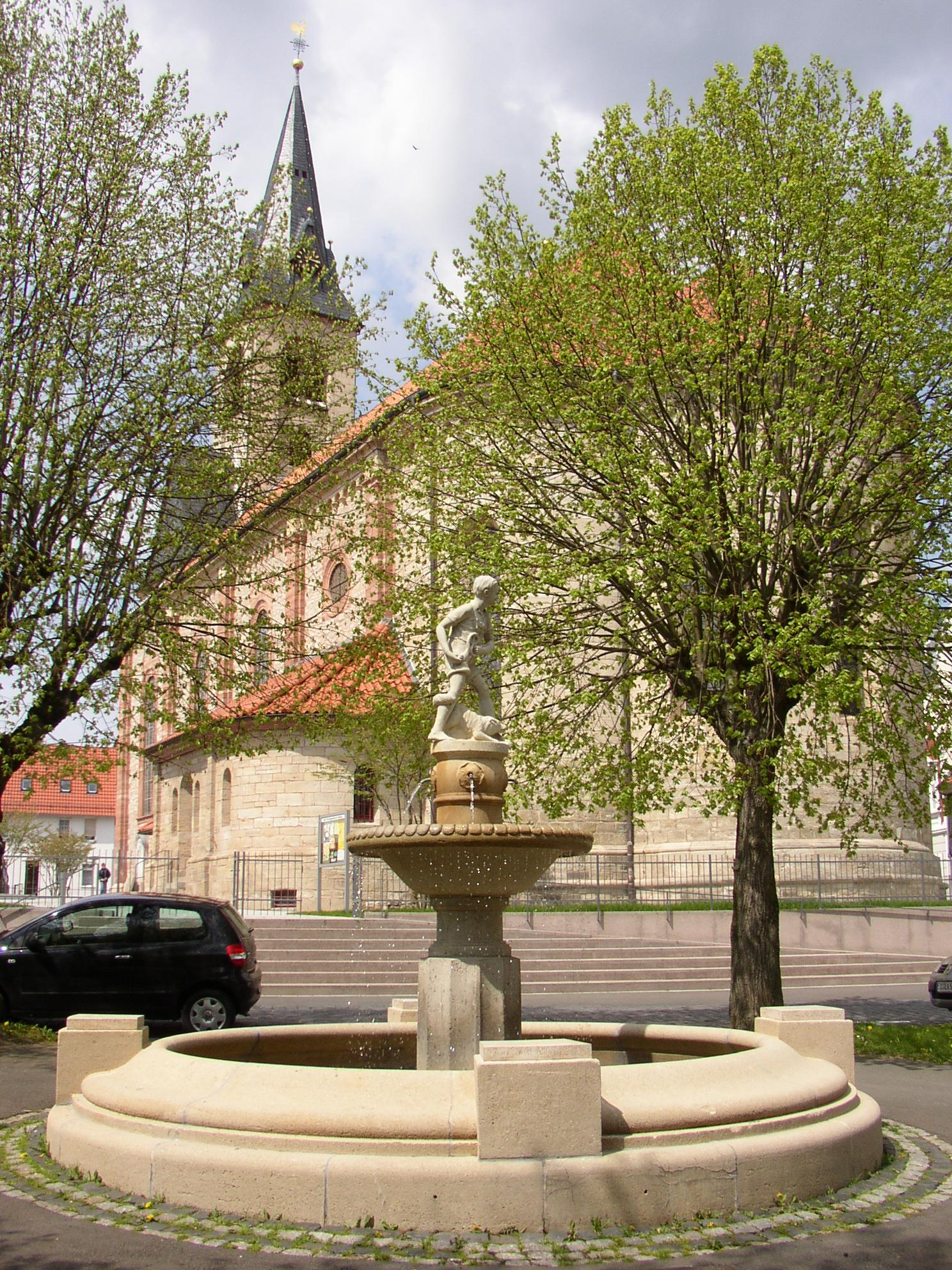
Krengeljägerbrunnen
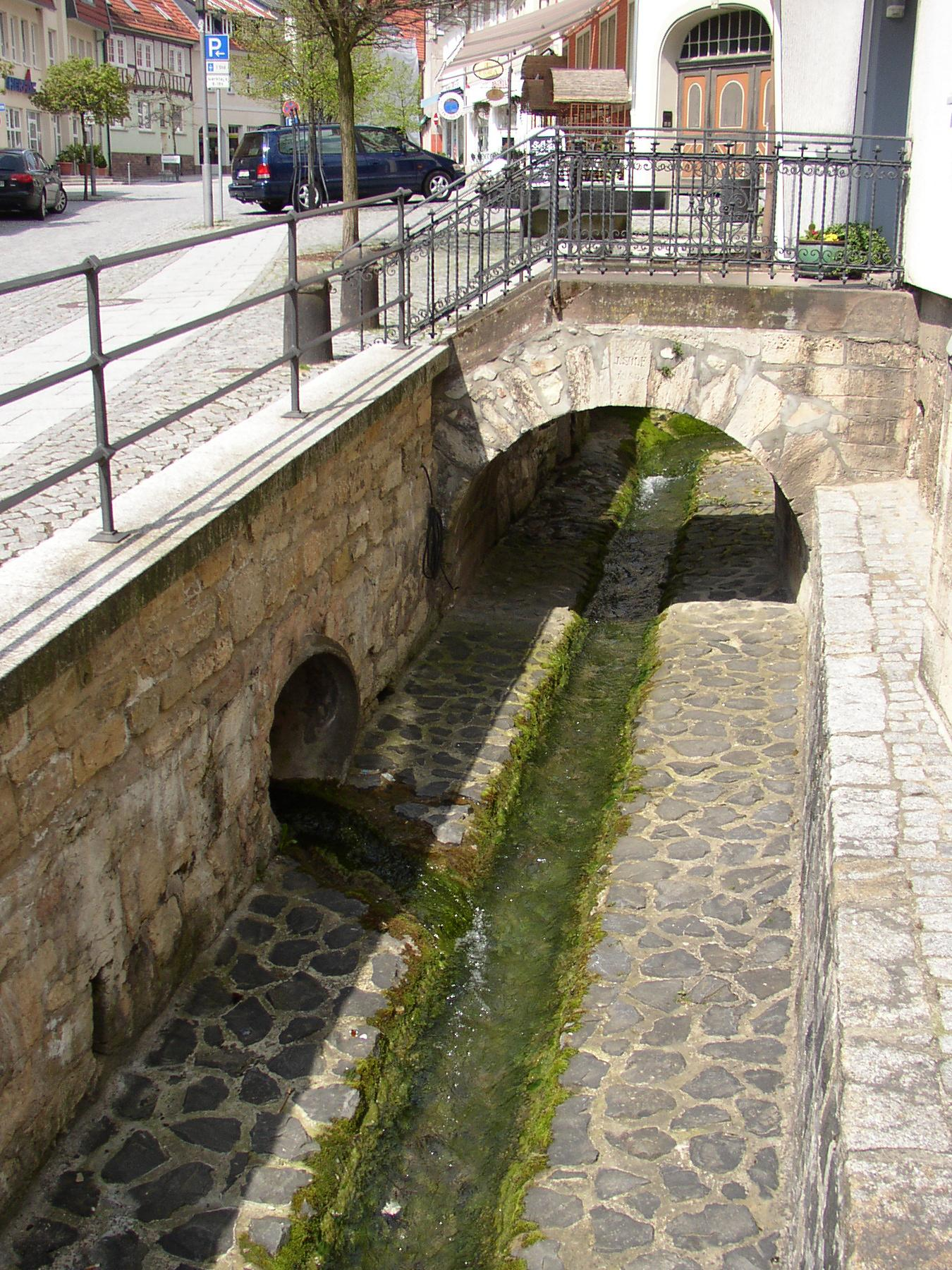
Wipper
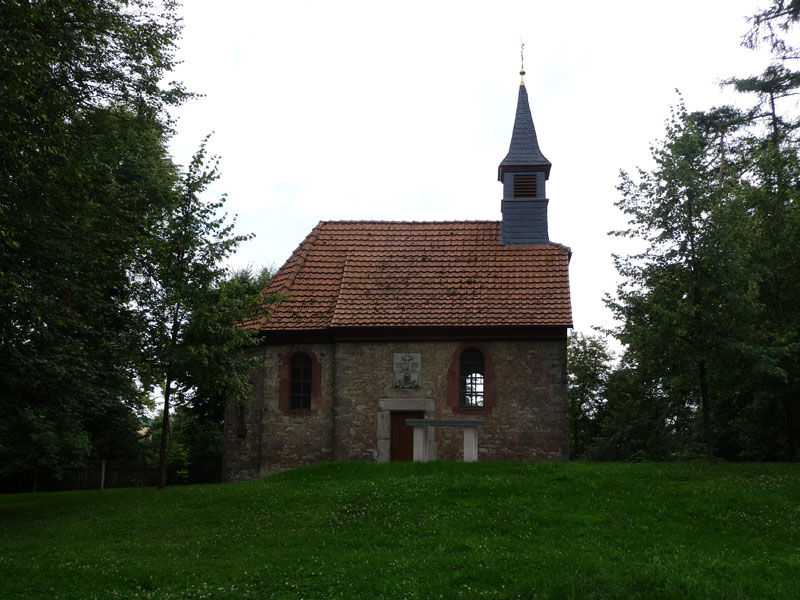
St.-Rochus-Kapelle
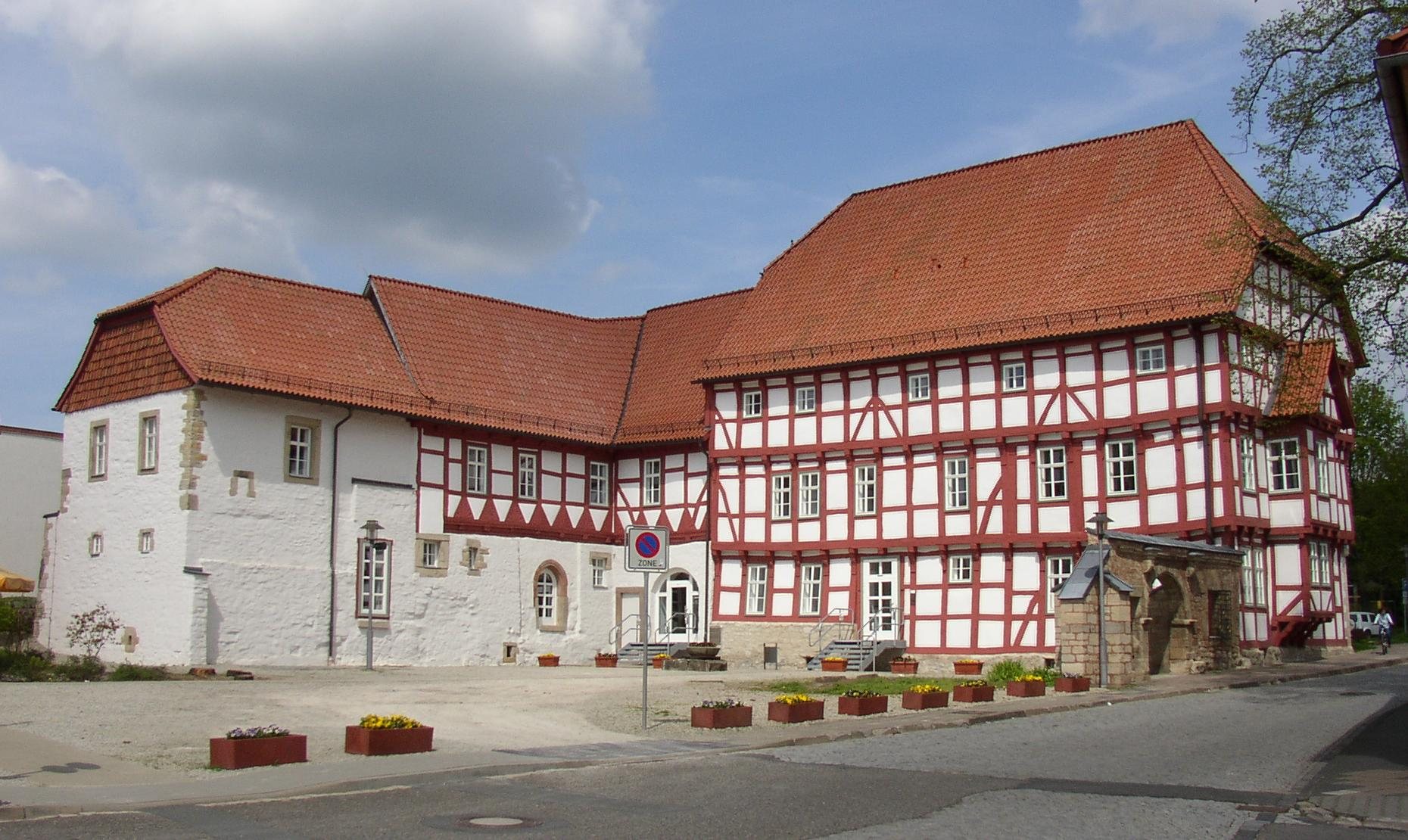
Standesamt

#### Beuren
Urkundliche Ersterwähnung fand Beuren im Jahre 1128 in einer Gerichtsurkunde. In dieser Zeit gab es hier einen befestigten Herrensitz, um den sich das Dorf bildete. Um 1200 wurde in Niederbeuren („Buren inferior“) durch Konrad von Bodenstein ein Zisterzienserinnenkloster gegründet. Es ist das älteste Kloster dieses Ordens auf dem Eichsfeld. Durch Zoll- und Geleiteinnahmen entwickelte sich Beuren von einem Marktdorf (1238 „forensi Buren“) zu einer Stadt (1269 „in civitate Buren“). Es setzte eine Stadtentwicklung ein, zu erkennen an Toren, städtischer Straßenführung und Wehranlagen. Mit der Verlagerung der Zollstelle im Jahre 1294 nach Heilbad Heiligenstadt verlor Beuren sein Stadtrecht. Von 1870 bis 1873 wurde die Kirche „St. Pankratius“ erbaut. Der „Alte Turm“, der ursprünglich als Zoll- und Wohnturm errichtet wurde, wurde beim Neubau der Kirche zum Kirchturm umgewidmet. Das Kloster Beuren bestand bis 1809; heute dienen die noch existierenden Gebäude als Wohnheim für Menschen mit geistiger Behinderung.

#### Birkungen
Die erste urkundliche Erwähnung von Birkungen fällt ins Jahr 1191. Der Bau einer Kirche fand um 1516 statt.

#### Breitenbach
Breitenbach wurde 1227 erstmals urkundlich erwähnt in einen Landtausch mit Leinefelde. 1373 kam Breitenbach durch einen Ankauf unter Adolf von Nassau zum Mainzer Erzbistum. Viele Einwohner von Breitenbach waren als Handlungsreisende und Weber bekannt. Eine Spezialität des Dorfes sind die als „Füßlinge“ bekannten Hausschuhe.
1991 war Breitenbach eine Gründungsgemeinde der Verwaltungsgemeinschaft „Am Ohmgebirge“ Worbis. 2004 erfolgt die endgültige Eingemeindung in die neu entstandene Doppelstadt Leinefelde-Worbis.

#### Breitenholz
Breitenholz fand seine urkundliche Ersterwähnung im Jahr 1544. Vermutlich hat es aber schon vorher existiert und lag längere Zeit wüst. Der Name („breites Holz“ = ausgedehnter Wald) stammt von einem Waldgebiet, dessen Reste noch heute südlich des Dorfes in Richtung Birkungen zu finden ist. Breitenholz ist ein Angerdorf, mit Kirche und Anger mit Linde als Zentrum. Die Kirche wurde 1695 errichtet und der Turm wurde später angebaut. Der Altar stammt aus der Franziskaner-Klosterkirche in Worbis. Breitenholz ist seit 1655 Wallfahrtsort (Gnadenbild „Maria mit dem Kinde“ aus dem 15. Jahrhundert).
Gegen Ende des Zweiten Weltkrieges wurde im Birkunger Wald zwischen Birkungen und Breitenholz eine V2-Abschussbasis errichtet.

#### Hundeshagen
Hundeshagen wurde am 15. April 1282 erstmals urkundlich erwähnt. Es ist als Musikantendorf bekannt.

#### Kallmerode
Kallmerode wurde 1206 das erste Mal urkundlich erwähnt. Aus den ehemalig dort befindlichen Steinbrüchen und Kiesgruben wurde der Baustoff für die Städte Leinefelde und Worbis gewonnen.

#### Kaltohmfeld
Die erste urkundliche Erwähnung fand 1418 statt. Im ersten Drittel des 16. Jahrhunderts war Kaltohmfeld eine Wüstung. Unter Anna von Wintzingerode wurde eine Neubesiedlung begonnen. 1573 kamen die Bewohner Kaltohmfelds unter die Mainzer Verwaltung, behielten aber wegen der engen Bindungen an die spätere Grafenfamilien von Wintzingerode den protestantischen Glauben bei. 1588 wurde eine evangelische Kirche („Johannes der Täufer“) am Rande des Dorfes erbaut, die 1655 abgerissen und neu errichtet wurde. Später wurde Kaltohmfeld Ortsteil von Kirchohmfeld.

#### Kirchohmfeld

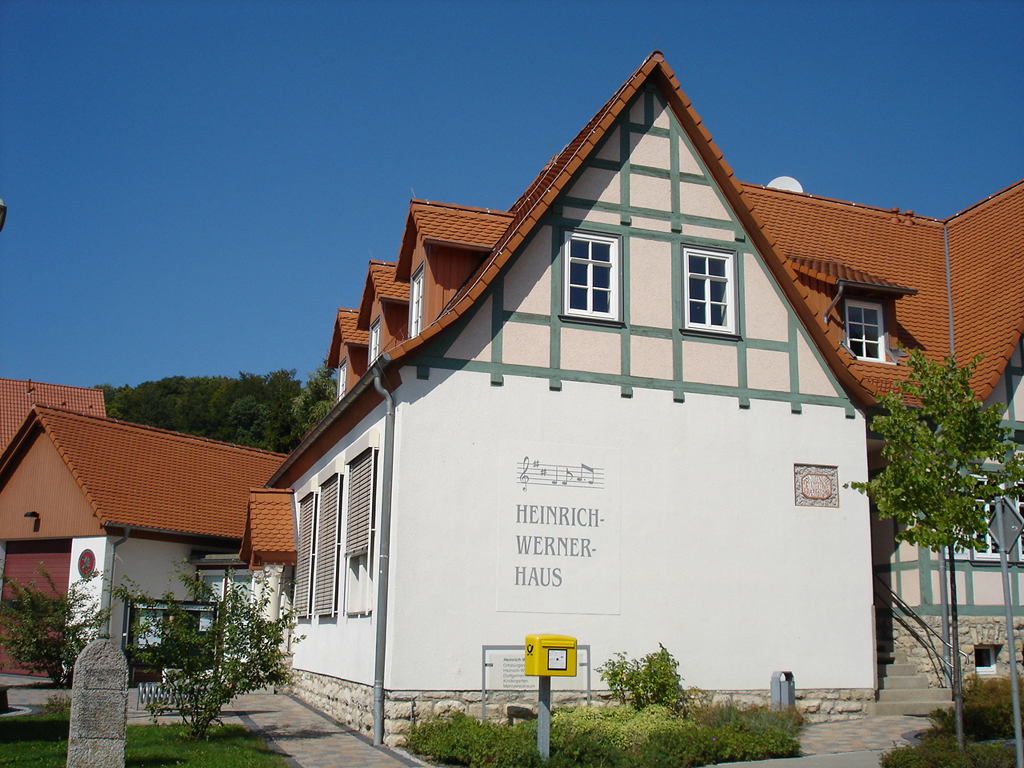
Heinrich-Werner-Haus in Kirchohmfeld

Die erste urkundliche Erwähnung Kirchohmfelds (Warmohmfeld, Kirchenohmfelde) stammt aus dem Jahre 1217. Seit 1448 unterstand Kirchohmfeld denen von Wintzingerode. Der wüste Ort wurde 1515 bis 1554 von Hans Wintzingerrode als eigenständiger Gutsbezirk aufgebaut. Um 1539 begann schon wieder die Besiedlung. Am 2. Oktober 1800 wurde Heinrich Werner hier geboren. Der kastellartige Gutskomplex und das Gutshaus Adelsborn dienten als Wehranlage und Wirtschaftshof bis 1945 als Sitz der Herren Wintzingerode. Nach der Enteignung 1945 wurde der Komplex bis auf die Grundmauern abgerissen.
Durch die Zugehörigkeit zum Herrschaftsbereich derer von Wintzingerode wurde der Ort evangelisch. Im Ort befindet sich eine evangelische Kirche. Zu Kirchohmfeld gehörten bis zum Zusammenschluss der Gemeinde am 1. Juli 1994 mit der Stadt Worbis die Ortsteile Kaltohmfeld, Adelsborn und Bodenstein.

#### Wintzingerode
1209 wird der Ort Wintzingerode erstmals erwähnt. Die Stammväter der späteren Grafen von Wintzingerode haben hier ihren Wohnsitz. Oberhalb des Dorfes befindet sich die Burg Bodenstein. Die erste Erwähnung einer Kirche stammt aus dem Jahre 1389. Im 16. Jahrhundert nahm der Ort wie ihre Herrschaft den evangelischen Glauben an. Um 1530 war Wintzingerode eine wüste Dorfstätte. Durch einen Vergleich der Bauern aus fünf Dörfern mit Hans von Wintzingerode im Jahre 1580 wurde eine Wiederbesiedlung begünstigt. 1633 wurde durch Heinrich von Wintzingerode eine Freischule für die Kinder der Lehnspflichtigen eingerichtet.

### Religionen
Die Herren von Wintzingerode nahmen im 16. Jahrhundert die Lehre Luthers an und hielten auch nach der Gegenreformation an der evangelischen Religion fest. Entsprechend der Festlegungen im Augsburger Religionsfrieden von 1555 blieb diese Änderung der Religionszugehörigkeit auch nach der Gegenreformation auf dem Eichsfeld erhalten. Durch die Zugehörigkeit zum Herrschaftsbereich derer von Wintzingerode bilden die Ortsteile Kirchohmfeld, Kaltohmfeld und Wintzingerode eine protestantische Insel im sonst katholischen Eichsfeld.

## Politik

### Stadtrat
Der Stadtrat besteht aus dem Bürgermeister als Vorsitzendem sowie 30 weiteren Mitgliedern, die seit der Kommunalwahl am 26. Mai 2024 wie folgt auf die einzelnen Listen verteilt sind:
| Partei / Liste | Sitze | G/V |
| CDU            | 12    | − 4 |
| Die Linke      | 2     | − 1 |
| SPD            | 1     | − 1 |
| FDP            | 1     | ± 0 |
| ÖDP/Familie…1  | 1     | − 2 |
| AfD            | 5     | + 1 |
| Freie Wähler   | 6     | + 5 |
| DIE2           | 2     | + 2 |

G/V = Gewinne oder Verluste im Vergleich mit der Wahl 2019
1 Ökologisch-Demokratische Partei/Familie, Gerechtigkeit, Umwelt
2 Demokratische Initiative Eichsfeld

### Bürgermeister
Bei der Bürgermeisterwahl im Juni 2022 setze sich Christian Zwingmann (parteilos) in einer Stichwahl gegen den Amtsinhaber Marko Grosa durch. Dieser wurde im Juni 2016 zum Nachfolger des langjährigen Bürgermeisters Gerd Reinhardt gewählt. Dieser war seit 1990 Bürgermeister von Leinefelde und seit 2004 Bürgermeister von Leinefelde-Worbis.

### Wappen und Flagge

#### Stadtwappen
In der Stadtratssitzung am 11. Dezember 2007 wurde nach der Genehmigung des Thüringer Verwaltungsamtes für die Stadt ein neues gemeinsames Wappen beschlossen.
Blasonierung: „In Rot mit silbernen Zinnenflanken ein dreifach gespaltener Wellenpfahl.“
Die Farbkombination Rot-Silber des Wappens leitet sich aus dem Kurmainzer Wappen ab. Sie verweist auf die ehemalige Zugehörigkeit der Region zum Erzbistum Mainz und kennzeichnet die Lage der Stadt im Eichsfeld. Die Stadt Leinefelde-Worbis liegt im Osten mit der Wipper im Wassereinzugsbereich der Elbe und im Westen mit der Leine im Wassereinzugsbereich der Weser. Während die Quellen der Leine in Leinefelde liegen, entspringt in Worbis die Wipper. Die Gewässer werden durch einen silbernen dreifach gespaltenen Wellenpfahl wiedergegeben, wobei sich mit der Binnenzeichnung grafisch vier Wellen für die Quellen der Leine und der Wipper ergeben. Weiterhin wird das Wappen auf die für das Gebiet der Stadt als Wahrzeichen bedeutenden Burgen Bodenstein und Scharfenstein in heraldischer Umsetzung Bezug genommen. Die Burg Bodenstein wird ebenso wie die Burg Scharfenstein jeweils durch eine Zinnenflanke symbolisiert.
Das Wappen wurde vom Heraldiker Frank Jung gestaltet.

#### Wappen der Ortsteile

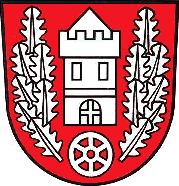
Beuren
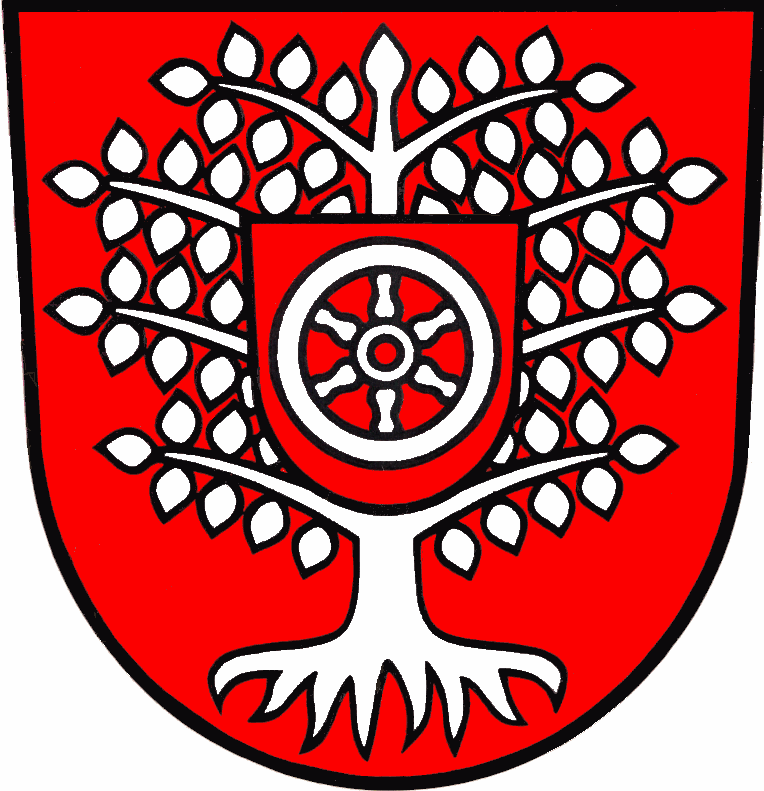
Birkungen
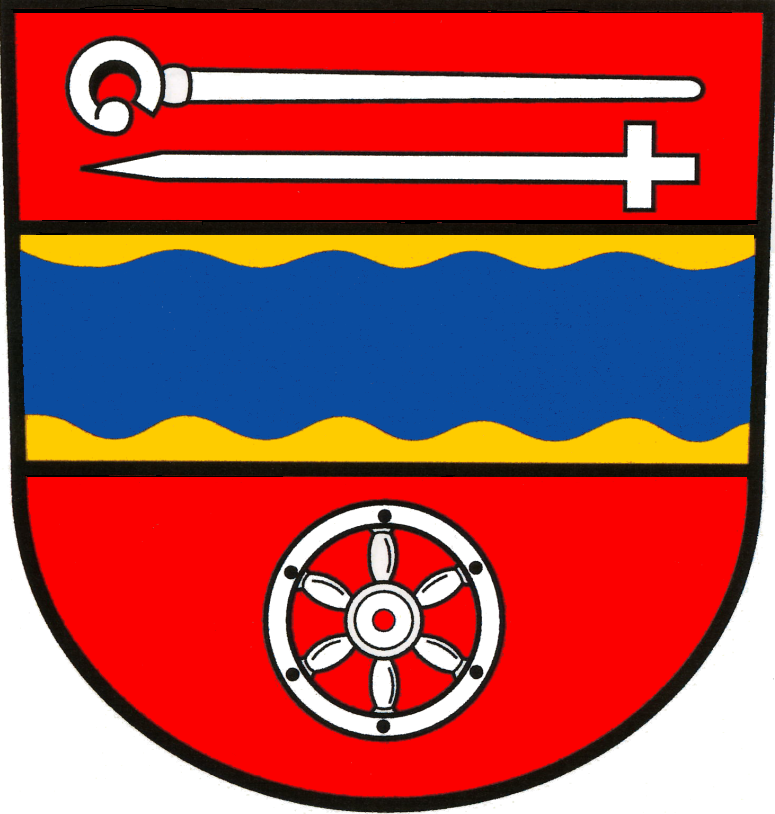
Breitenbach
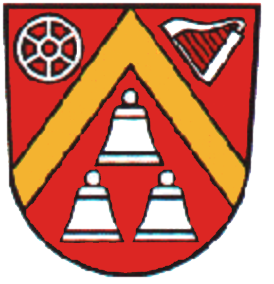
Hundeshagen
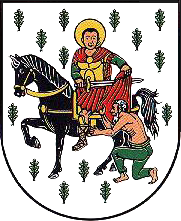
Kallmerode
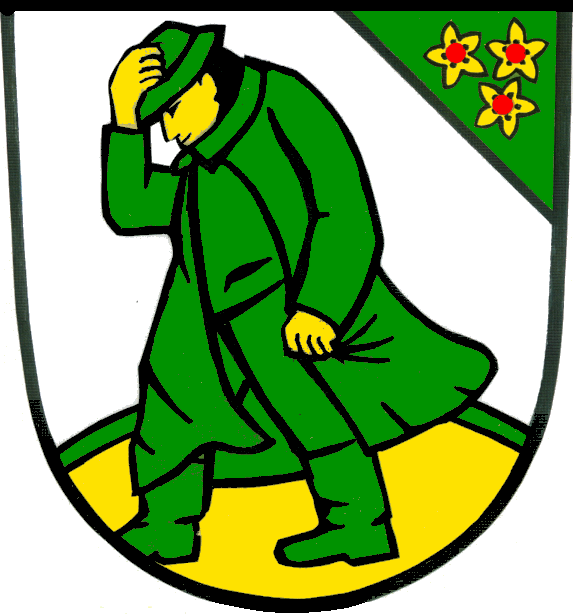
Kaltohmfeld
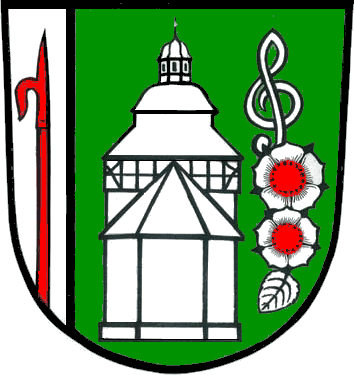
Kirchohmfeld
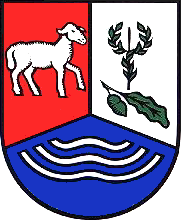
Leinefelde
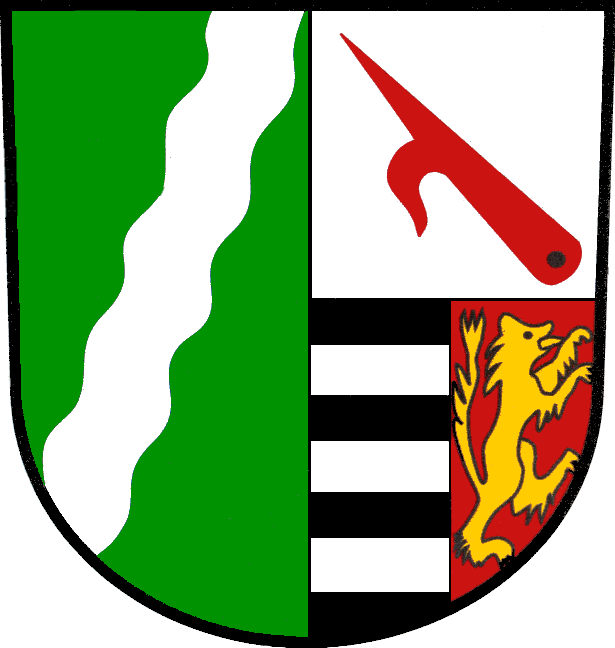
Wintzingerode
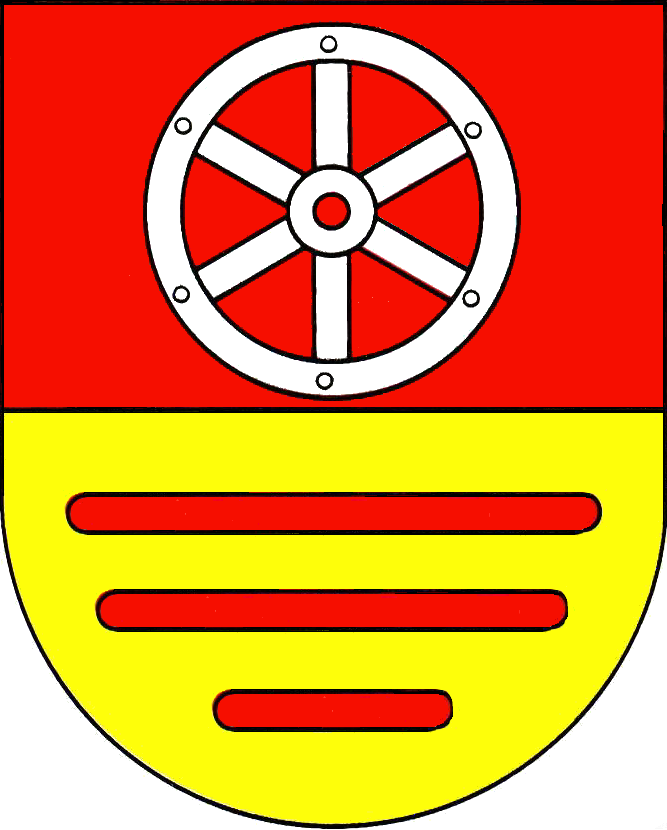
Worbis

#### Flagge
Die Stadt Leinefelde-Worbis führt eine Flagge. Die Flagge ist in Rot mit weißen Flanken (Teilung 1:2:1) und trägt das Stadtwappen.

### Städtepartnerschaften
Nach der Städtefusion 2004 sind die meisten Partnerschaften und Freundschaften der Stadtteile auf die Stadt Leinefelde-Worbis übertragen worden.
Leinefelde:
- Kanegasaki in Japan, Partnerschaft seit 2002
- Pápa in Ungarn, Partnerschaft seit 2005
- Chełmek in Polen, Zusammenarbeit seit 2007

Worbis:
- Medebach in Nordrhein-Westfalen, Partnerschaft seit 1994
- Annœullin in Frankreich, Partnerschaft seit 2000
- Mezöcsát in Ungarn, Partnerschaft seit 2000

Beuren:
- Bakum in Niedersachsen, Freundschaft seit 1990

Birkungen:
- Nowe in Polen, Partnerschaft seit 2016

Breitenholz:
- Béb in Ungarn, Partnerschaft seit 2004

## Sehenswürdigkeiten
- Alte Kirche (Leinefelde)

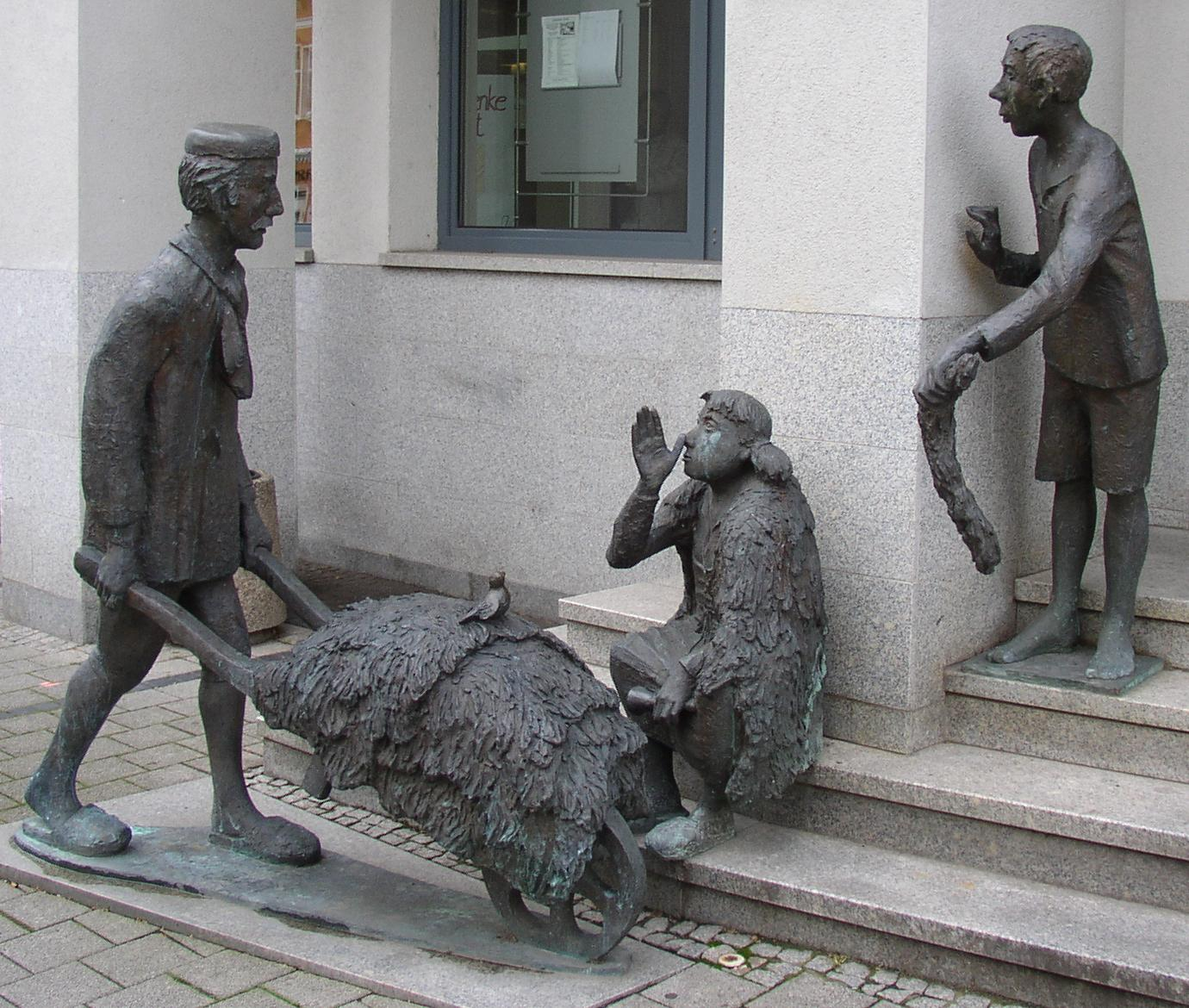
Skulpturengruppe „Fellhändler“

- Burg Bodenstein in der Nähe von Kirchohmfeld. Besterhaltene Burg im Eichsfeld (900 Jahre alt).
- St. Antonius (Worbis)
- Bärenpark Worbis
- Japanischer Garten
- Burg Scharfenstein
- Durch Worbis führt die Deutsche Fachwerkstraße
- Skulpturengruppe des Bildhauers Werner Löwe: Der in der Leinefelder Bahnhofstraße dargestellte Fellhändler erinnert an den früheren Fell- und Darmhandel im Eichsfeld. Wegen dieses Gewerbes wurden die Leinefelder auch „Lämmerschwänze“ genannt.

### Museen
Haus „Gülden Creutz“, Heimatmuseum mit einer Schuhmacherwerkstatt aus den 1920er-Jahren. (Das Museum ist längst geschlossen, das Haus hat die Stadt verkauft, es steht schon lange leer.)

### Bauwerke
- Klosterkirche St. Antonius in Worbis. Grundsteinlegung am 13. Juni 1668.
- Rathaus „Wasserturm“ in Leinefelde: 1867 als Wasserturm der späteren Deutschen Reichsbahn erbaut, 1905 mittels Fachwerkkonstruktion aufgestockt (Behältervolumen 300 m³), bis 1986 genutzt und 1996/97 zum Rathaus umgebaut.

## Wirtschaft und Infrastruktur

### Unternehmen
Folgende Unternehmen haben in Leinefelde-Worbis ihren Sitz oder eine Produktionsstätte:
- Brauerei Neunspringe, OT Worbis
- Europagarne MRF (Hersteller von Halbkammgarnen)
- Helbing mein Lieblingsbäcker
- HUWI-Korbwaren (beliefert Blumenhändler), OT Beuren
- Maulhardt-Unternehmensgruppe (Logistikkonzern)
- mawa-kosmetik

### Verkehr
Eisenbahn

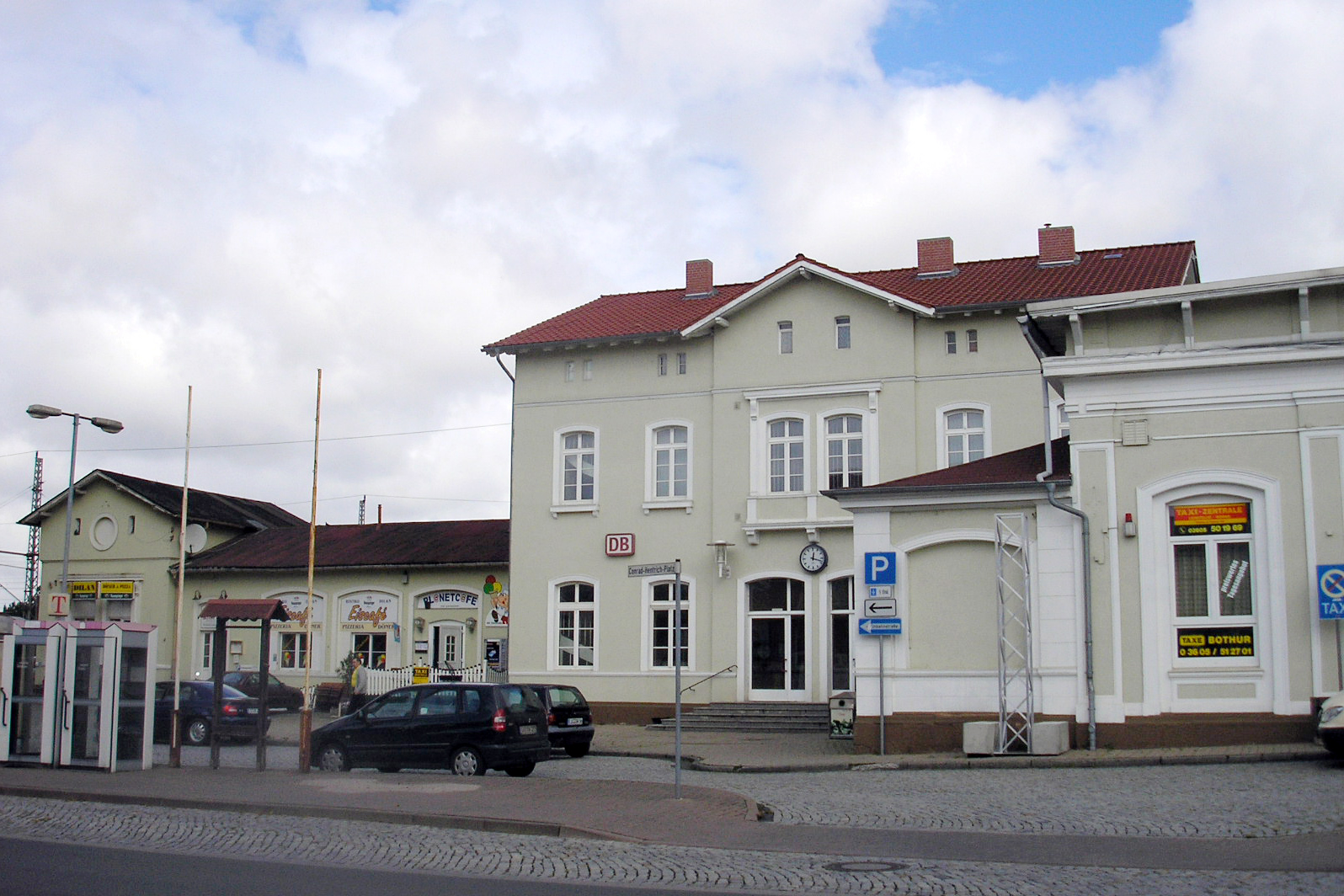
Bahnhof Leinefelde

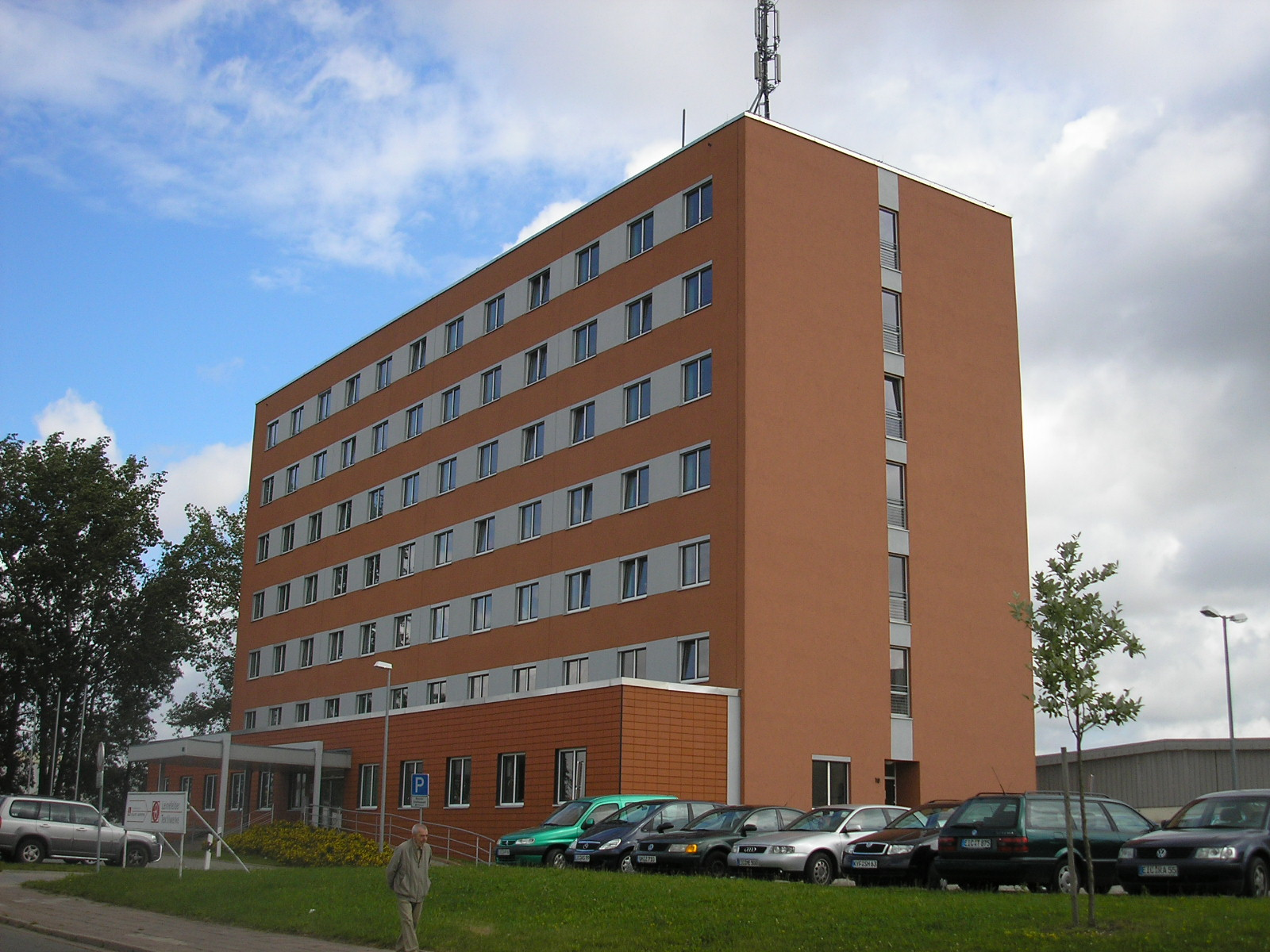
Straßenbauamt Nordthüringen in Leinefelde

Leinefelde ist Knotenpunkt zwischen der überregionalen Bahnstrecke Halle–Hann. Münden und der Strecke Erfurt–Göttingen (Bahnstrecke Gotha–Leinefelde). Hier halten die Linien RE1 (Göttingen–Leinefelde–Erfurt–Glauchau) und RE2 (Kassel–Leinefelde–Erfurt) der DB Regio, RE9 (Kassel–Leinefelde–Nordhausen–Halle (Saale)) und RE19 (Leinefelde–Nordhausen–Halle (Saale)) der Abellio Rail Mitteldeutschland sowie Regionalbahnen.
Die Strecke Halle–Kassel wurde als Verkehrsprojekt Deutsche Einheit bis 1994 zweigleisig ausgebaut und elektrifiziert. Im Bahnhof Leinefelde wurde ein elektronisches Stellwerk eingerichtet. Es steuert auch die Streckenabschnitte Heilbad Heiligenstadt–Gernrode und Leinefelde–Bad Langensalza.
Ab 1897 war Leinefelde Ausgangspunkt der Bahnstrecke Leinefelde–Wulften, die Leinefelde, Breitenbach, Worbis und Wintzingerode über Duderstadt mit der Bahnstrecke Northeim–Nordhausen verband. Ab 1945 durch die innerdeutsche Grenze zwischen Teistungen und Duderstadt unterbrochen, wurde die Strecke bis 2001 schrittweise stillgelegt und bis 2005 abgebaut.
Autobahn und Bundesstraßen
Die Bundesstraße 247 (Duderstadt–Mühlhausen) und die Landesstraße 3080 (die ehemalige B 80) kreuzen sich in Leinefelde. Die Bundesautobahn 38 (Halle (Saale)–Göttingen), ebenfalls ein Verkehrsprojekt Deutsche Einheit, berührt seit 2006 die Stadt Leinefelde.
Busverkehr
Der städtische und regionale Busverkehr wird von den Eichsfeldwerken durchgeführt.

### Wasser und Abwasser
Die Trinkwasserversorgung in den Stadtteilen Leinefelde, Beuren, Birkungen, Breitenholz und Kalmerode übernimmt der Trinkwasserzweckverband Oberes Leinetal.

### Medien
Regionale Tageszeitung für Leinefelde-Worbis ist die Thüringer Allgemeine, deren Lokalteil (Eichsfelder Allgemeine) in Heilbad Heiligenstadt produziert wird.
Eichsfeldnachrichten www.eichsfeldnachrichten.de - Onlinezeitung für das gesamte Eichsfeld mit vielen Beiträgen aus Leinefelde-Worbis und der Redaktion in Leinefelde.
In Leinefelde hatte der regionale TV-Sender Offener Kanal Eichsfeld (OKE) seinen Sitz. Dieser wurde am 31. Dezember 2009 von der Thüringer Landesmedienanstalt aus Kostengründen geschlossen.

### Öffentliche Einrichtungen
- Katasteramt in Worbis
- Arbeitsagentur Nordhausen Geschäftsstelle Leinefelde
- Straßenbauamt Nordthüringen in Leinefelde
- Deutsches Rotes Kreuz Kreisverband Eichsfeld e. V.
- Caritas-Regionalstelle Eichsfeld / Unstrut-Hainich in Leinefelde
- Diakonisches Werk Eichsfeld-Mühlhausen e. V. in Leinefelde

### Bildung
In Leinefelde-Worbis bestehen folgende Schulen:
- Staatliches Gymnasium „Marie Curie“ in Worbis
- Grund- und Regelschule „Johann Carl Fuhlrott“ in Leinefelde
- Grund- und Regelschule „Konrad Hentrich“ in Leinefelde
- Grundschule „Am Ohmgebirge“ in Worbis
- Regelschule Worbis
- Freie integrative Ganztagsgrundschule „Kleeblatt“ in Beuren
- Förderschule in Leinefelde, OT Birkungen
- Gottfried-Wilhelm-Leibniz-Gymnasium in Leinefelde
- Staatliche Berufsschule des Landkreises Eichsfeld in Leinefelde
- Eichsfelder Musikschule

## Persönlichkeiten

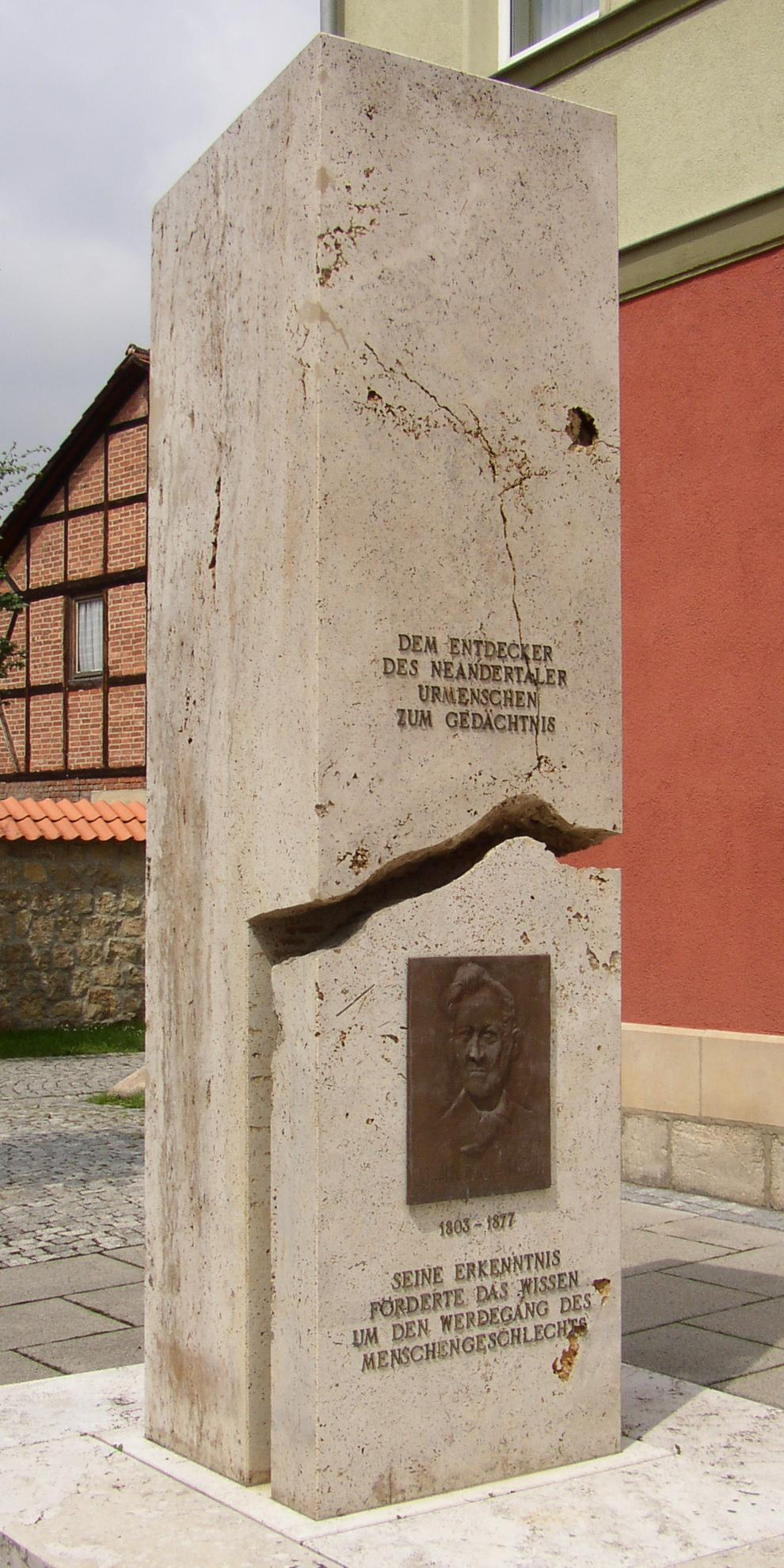
Fuhlrott-Denkmal in Leinefelde

- Heinrich Joseph Watteroth (1756–1819), geboren in Worbis, Rechtswissenschaftler
- Johannes Heinrich Neumann (1792–1861), geboren in Hundeshagen, Klarinettist und Komponist
- Heinrich Werner (1800–1833), geboren in Kirchohmfeld, Komponist des „Heidenrösleins“
- Johann Carl Fuhlrott (1803–1877), geboren in Leinefelde, Entdecker des Neandertalers
- Wilhelm Hartmann (1816–1889), geboren in Worbis, Jurist und Reichsgerichtsrat
- Bernard Quaritch (1819–1899), geboren in Worbis, englischer Buchhändler und Sammler
- Werner Keuffel (um 1820–1869), geboren in Worbis, Richter und Abgeordneter im Preußischen Abgeordnetenhaus
- Leopold Ferdinand Theodor Eduard Hartmann (1820–1896), geboren in Worbis, Generalmajor
- Levin von Wintzingeroda-Knorr (1830–1902), geboren auf Gut Adelsborn, Politiker, Gutsbesitzer, Mitglied des Preußischen Herrenhauses
- Carl Haber (1833–1914), geboren in Worbis, Bergbauingenieur
- Franz Bopp (1862–1929), geboren in Worbis, Diplomat
- Ferdinand Doelle (1873–1935), geboren in Birkungen, Historiker des Franziskaner-Orden
- Adalbert Zuckschwerdt (1874–1945), geboren in Worbis, Konteradmiral
- Emil Dietrich (1876–1933), geboren in Kallmerode, Pädagoge und Politiker (Zentrum)
- Konrad Hentrich (1880–1972), geboren in Leinefelde, Sprachwissenschaftler
- Herman Joseph Meysing OMI (1886–1963), geboren in Birkungen, Erzbischof von Bloemfontein in Südafrika
- Karl Kaufhold (1922–2015), geboren in Leinefelde, Komponist, Dirigent und Organist
- Georg Schaefer (1926–1990), geboren in Leinefelde, deutsch-amerikanischer Maler und Buchautor
- Hans-Reinhard Koch (1929–2018), geboren in Leinefelde, erster Weihbischof des 1994 neu gegründeten Bistums Erfurt
- Josef Koch (1933–2021), geboren in Leinefelde, Kieferchirurg, Zahnmediziner und Allgemeinmediziner
- Horst-Jürgen Fuhlrott (1935–2020), geboren in Leinefelde, Politiker (NPD)
- Werner Weinrich (1938–2024), geboren in Worbis, Gewerkschafter, SPD-Politiker und Abgeordneter der Hamburgischen Bürgerschaft
- Heinz Gockel (1941–2015), geboren in Worbis, Literaturwissenschaftler
- Barbara Saß-Viehweger (* 1943), geboren in Worbis, Politikerin, Rechtsanwältin und Notarin (CDU)
- Gerhard Rupprath (* 1945), geboren in Worbis, Kinder- und Chefarzt
- Michael-Andreas Heinemann (* 1949), geboren in Leinefelde, Unternehmer und Politiker (CDU)
- Ludwig Fromm (* 1950), geboren in Leinefelde, Architekt und Stadtplaner
- Peter Schubert (* 1959), geboren in Leinefelde, Bühnenbildner
- Stefan Wachtel (* 1960), geboren in Worbis, Sprechwissenschaftler, Management-Coach und Sachbuchautor
- Uwe John (* 1960), geboren in Worbis, Historiker
- Stephan Kulle (* 1967), Journalist und Fernsehmoderator
- Sigrid Hupach (* 1968), geboren in Leinefelde, Politikerin (Die Linke, BSW), Mitglied des Thüringer Landtages
- Sabine Berninger (* 1971), geboren in Leinefelde, Politikerin (Die Linke), Mitglied des Thüringer Landtages
- Thomas T. Müller (* 1974), geboren in Leinefelde, Historiker
- Nicolle Pfaff (* 1976), geboren in Leinefelde, Pädagogin
- Christian Zwingmann (* 1978), geboren in Leinefelde, Politiker (parteilos), Bürgermeister von Leinefelde-Worbis
- Claudia Bechstein (* 1978), geboren in Leinefelde, Fotomodell, Moderatorin und Schauspielerin
- Sebastian Kaufmann (* 1979), geboren in Leinefelde, Literatur- und Kulturwissenschaftler
- Johannes Krause (* 1980), geboren in Leinefelde, Biochemiker, Professor an der Eberhard Karls Universität Tübingen
- Jenny Schack (* 1981), geboren in Leinefelde, Politikerin (CDU), Mitglied des Bayerischen Landtages
- Kathrin Klausmeier (* 1986), geboren in Leinefelde, Geschichtsdidaktikerin
- Coretta Storz (* 1986), geboren in Leinefelde, Politikerin (Bündnis 90/Die Grünen)
- Marco Hartmann (* 1988), geboren in Leinefelde, Fußballspieler
- Sebastian Huke (*  1989), geboren in Leinefelde, Fußballspieler
- David Gollnow (* 1989), geboren in Leinefelde, Leichtathlet
- Stefan Bötticher (* 1992), geboren in Leinefelde, Bahnradsportler
- Fabian Schnellhardt (* 1994), geboren in Leinefelde, Fußballspieler
- Sebastian Stolze (* 1995), geboren in Leinefelde, Fußballspieler